# 18871 Grauer
18871 Grauer (1999 VQ12) là một tiểu hành tinh vành đai chính được phát hiện ngày 11 tháng 11 năm 1999 bởi C. W. Juels ở Fountain Hills.